# Ким Ён Нам
Ким Ён Нам (кор. 김영남?, 金永南?, р. 4 февраля 1928, Хэйдзё, Хэйан-нандо, Генерал-губернаторство Корея, Японская империя) — государственный и политический деятель КНДР, член Политбюро ЦК ТПК (с 1978), Председатель Президиума Верховного Народного Собрания КНДР (1998—2019), до этого занимал пост министра иностранных дел КНДР (с 1983 по 1998 год).

## Биография

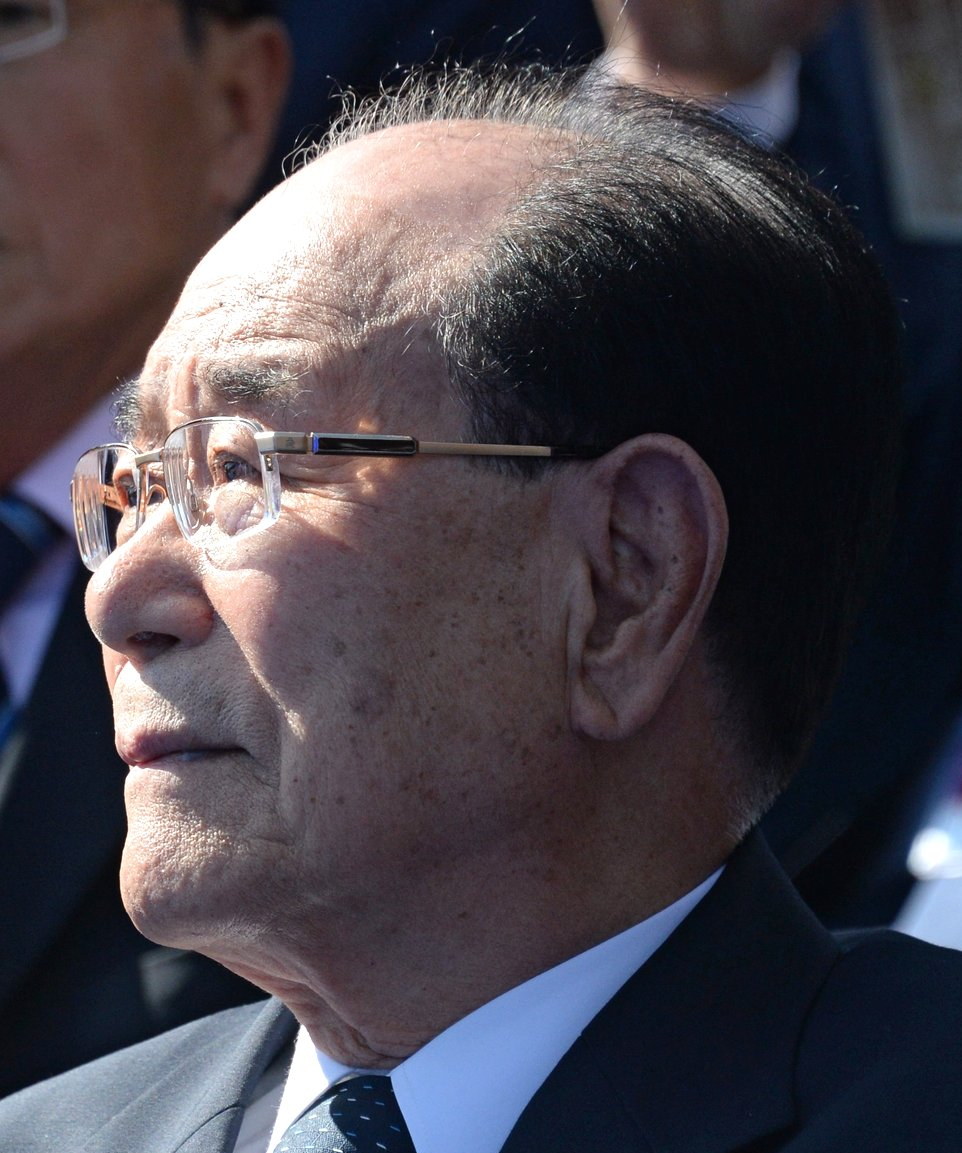
Ким Ён Нам на Параде Победы 9 мая 2015 года

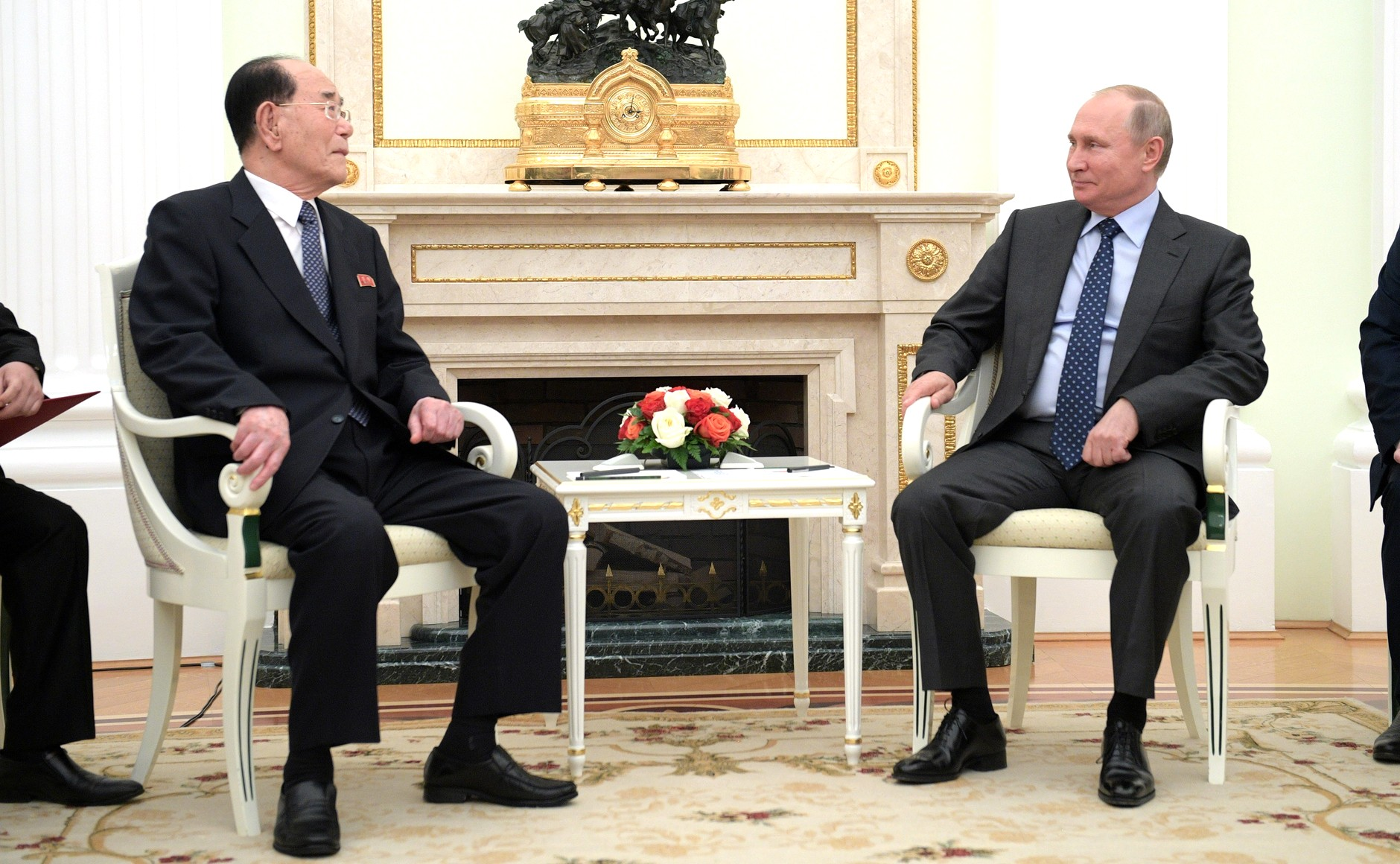
С Президентом России
Владимиром Путиным, 2018 год

Родился 4 февраля 1928 года в Пхеньяне в семье служащего. Образование высшее. Член Трудовой партии Кореи (ТПК) с 1946 года.
В 1944—1945 годах — учитель сельской школы. В 1946—1952 годах — студент исторического факультета Томского университета, затем Ростовского государственного университета. В 1957—1959 годах — аспирант Академии общественных наук при ЦК КПСС. В 1963—1967 годах — первый заместитель министра иностранных дел КНДР. С 1967 — заместитель заведующего, с 1972 — заведующий международным отделом ТПК. С 1970 — член ЦК ТПК, с 1974 кандидат в члены Политбюро, секретарь ЦК, с 1978 член Политбюро ТПК. С декабря 1983 года по сентябрь 1998 год — заместитель премьера Административного совета КНДР, министр иностранных дел КНДР.
С 5 сентября 1998 года занимал пост Председателя Президиума Верховного народного собрания КНДР, являясь, согласно Конституции — высшим должностным лицом государства. На выборах в Верховное народное собрание 13-го созыва, состоявшихся 9 марта 2014 года, переизбран депутатом ВНС и Председателем Президиума ВНС.
Депутат Верховного народного собрания КНДР V—XIII созывов. В феврале 2018 года возглавлял спортивную делегацию КНДР на XXIII зимних Олимпийских играх в южнокорейском городе Пхёнчхане.
На первой сессии Верховного народного собрания КНДР XIV созыва в начале апреля 2019 года не переизбран Председателем Президиума Верховного Народного Собрания КНДР.

## Награды
Был награждён Орденом Национального флага 1 степени.
Указом Президиума Верховного народного собрания от 9 февраля 2012 года был награждён вместе с другими официальными лицами Орденом Ким Чен Ира.